# Chilasa slateri
Chilasa slateri is een vlinder uit de familie van de pages (Papilionidae). De wetenschappelijke naam van de soort is voor het eerst geldig gepubliceerd door William Chapman Hewitson in 1859.